# Ikarus
Az Ikarus egyike a magyar ipar egy időben legsikeresebb, valóban világhírű márkaneveinek. Az állami autóbuszgyár előtörténete 1895-ig nyúlik vissza, viszont története Ikarus néven csak a második világháború után kezdődött meg. Az Ikarus mint állami vállalat az 1970-es és az 1980-as években a világ legnagyobb járműgyártói közé tartozott és meghatározó szerepet töltött be nem csupán a keleti tömb országainak piacán, hanem a világpiac egyéb országai, többek között a nyugati tömb körében is.
Az állami vállalat privatizálása után Ikarus autóbuszok csak csekély számban készültek Magyarországon. Az Ikarus névre 2017-2018-ban több védjegybejelentési kérelem is beadásra került, ami jogvitákat eredményezett.

## Története

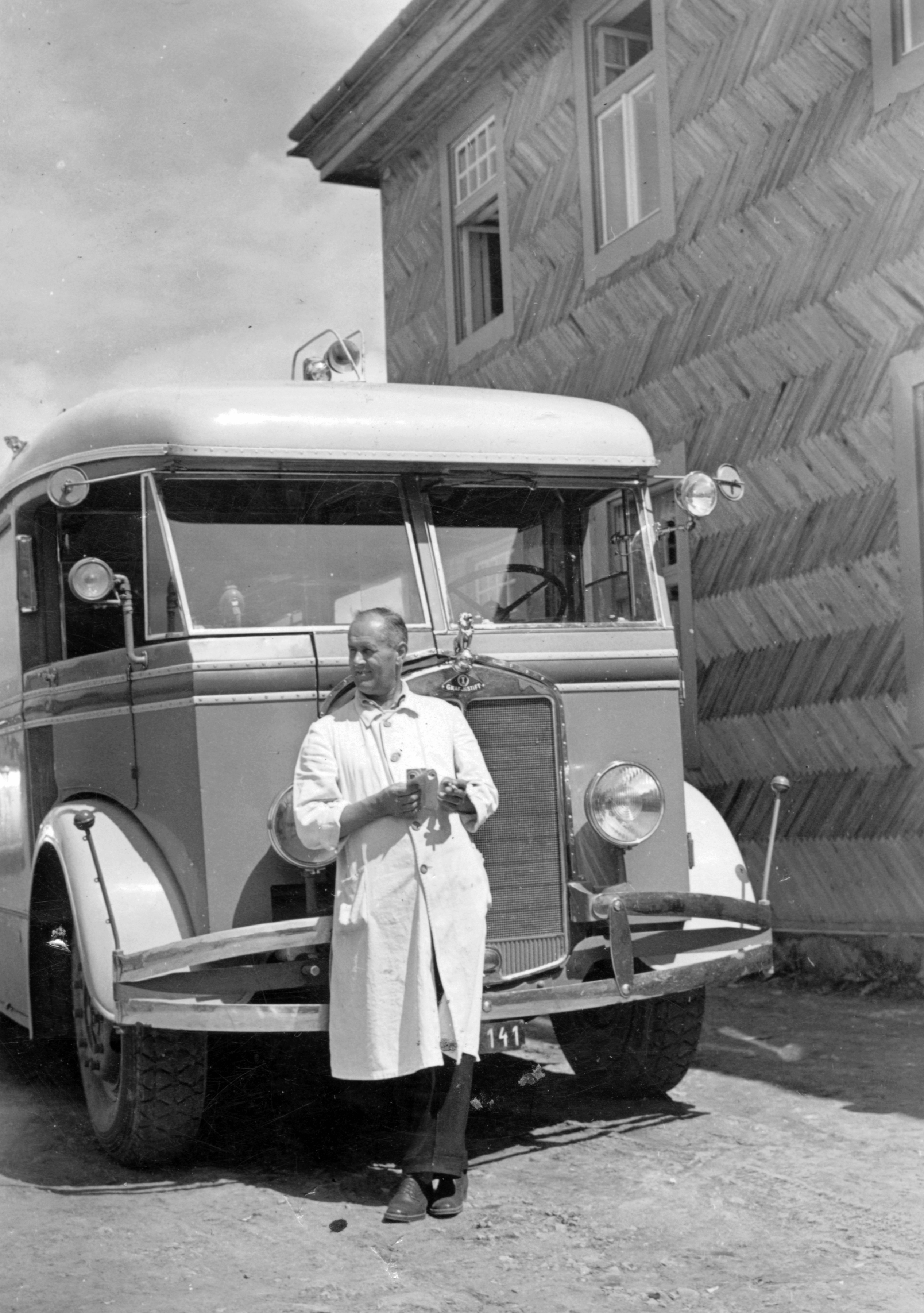
Uhry Imre egyik Gräf & Stift alvázra épült autóbusza

Az Ikarus néven teljes autóbuszokat csak a második világháború után alapított állami vállalat kezdett gyártani.
Az állami vállalat egyik elődvállalata az Uhri (Uhry) cég volt, amelyet Uhry Imre 1895-ben, Budapesten alapított Uhry Imre Kovács- és Kocsigyártó Üzeme néven. Ez egy kicsiny, családi vállalkozásként kezdte meg a működését. Az üzem fő profilja ekkor még szekerek javításában és patkókészítésben merült ki. Azonban Uhry a bevételeket folyamatosan visszaforgatta a vállalkozás fejlesztésére, így csakhamar el tudta kezdeni a saját készítésű szekerek és vontatmányok gyártását. A következő egy évtized a vállalkozás folyamatos bővítésével, a székhely gyakori váltásával zajlott, mivel az üzemnek újra és újra nagyobb helyre kellett költöznie. Az 1913-ban vásárolt üzemhelyen aztán alapvetően a háborús ipar kiszolgálása vált prioritássá, mivel itt már teherautók javítása, illetve azok felépítményének gyártására is volt lehetőség. Mire a háború végül befejeződött 1918-ban, Uhry vállalkozása az ország legjelentősebbjei közé emelkedett. Ezt tovább tetézte az Osztrák–Magyar Monarchia széthullása, illetve az is, hogy sok magyar vállalkozással szemben Uhry üzeme az új határokon belül maradt.
Mindezek következtében a húszas évek elején az üzem újabb bővítése vált szükségessé. Ekkor a vállalkozás nevet is váltott: Uhry Imre Karosszéria és Pótkocsigyárra, ezzel is jelezve a profilváltást. A harmincas évek elejéig a gyár különböző és sok esetben egyedi felépítményeket gyártott olyan külföldi gyártók alvázaira, mint a Ford, a Mercedes-Benz, a Fiat, a Büssing vagy épp az osztrák Gräf & Stift. Az így készült járművek már nem csak teherautók, de autóbuszok és személygépjárművek is lehettek. A növekedés tehát a húszas években sem lassult le, 1929-ben már elkészült a gyár 1000. teherautója is. Habár ekkortájt a gyár még nem foglalkozott a termékek exportálásával, időről-időre mégis feltűnt egy-egy modelljével a nemzetközi porondon. Ezek közül kiemelendő, hogy az 1934-es franciaországi „Concours d’Élégance” elnevezésű autó-szépségversenyen részt vett egy Gräf & Stift-alvázas autóbuszuk is.
Ekkoriban a gyár első számú megrendelői magyar állami cégek – melyek közül a három legfontosabb a MÁV, a MAVART és a BSZKRT – voltak. Ezek egészen 1930-ig rendszeresen vásároltak nagy számban Uhry üzemétől. Ekkor azonban a világválság Magyarországot is elérte. Az említett cégek gyakorlatilag mindennemű rendelésüket azonnal visszavonták, amellyel hirtelen nehéz helyzetbe sodorták Uhry Imre gyárát. A következő pár évben többször is hitel felvételre, illetve a termékeinek áron alul való értékesítésére kényszerült, amely 1932-re csődeljáráshoz és a gyár leállásához vezetett.

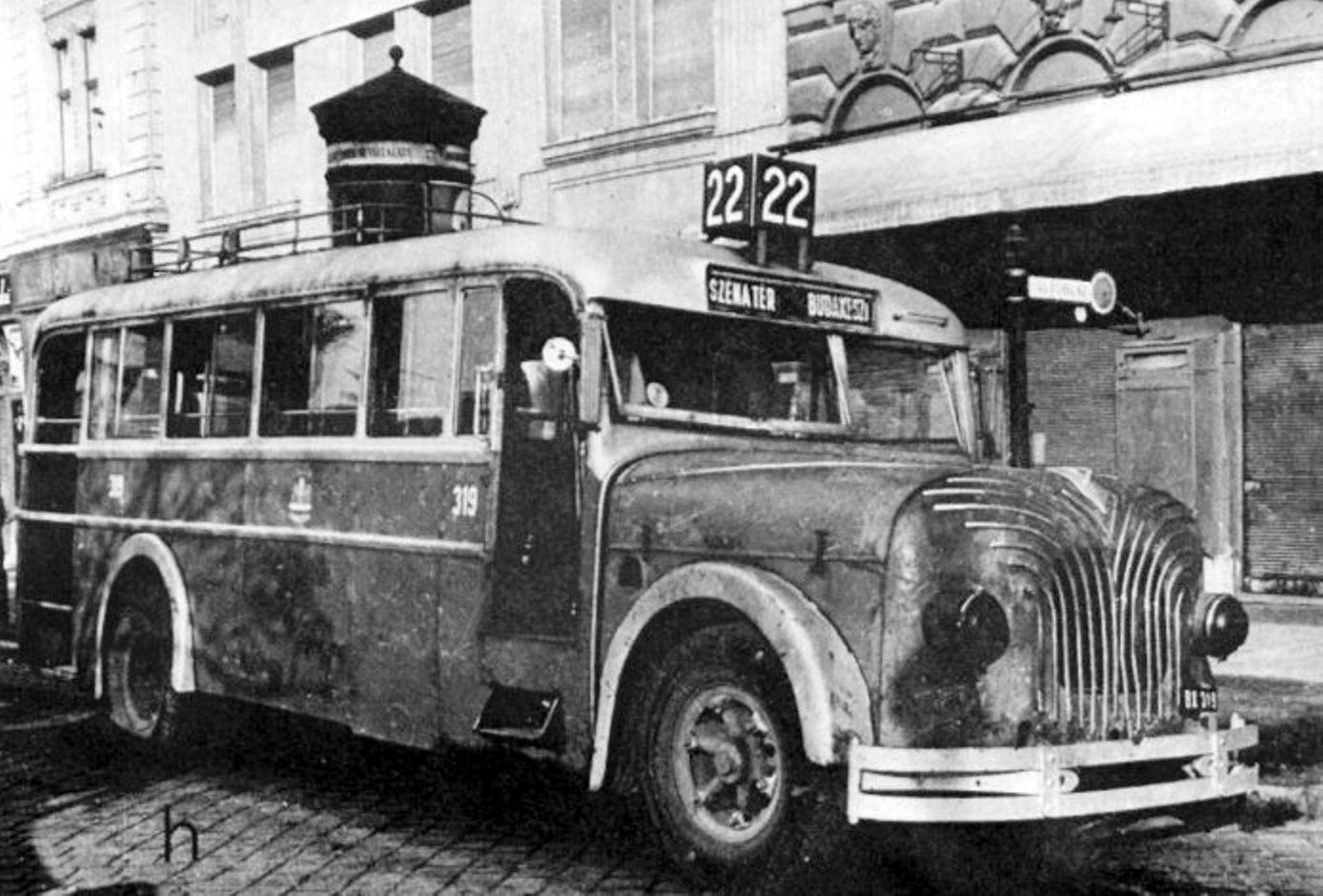
Egy a háború során megsérült MÁVAG N2h/39

1933-ra Magyarország lassan elkezdett kilábalni a válságból és Uhry Imre gyermekei úgy döntöttek, hogy újraindítják a vállalkozást, amely ekkor Uhri Testvérek Autókarosszéria és Járműgyár néven kezdte meg működését. Uhry fiai már nem „y”-nal, hanem „i” betűvel írták a nevüket, amely gyakorta félreértések forrása. Az új cég az első pár évében csak kisebb megrendeléseket kapott, azonban 1936-ban befutott a BSZKRT igénye 50 db dízelmotoros, MÁVAG–Mercedes alvázas autóbuszra. Ezek a járművek még favázas karosszériával készültek, azonban a megrendelést követően a gyár elkezdte fejleszteni a fémvázas felépítményeket.
Nem árt megjegyezni, hogy ebben a korban az Uhri Testvérek üzemében, épp úgy, mint más magyar gyárak esetében, nem volt szokás elnevezni a termékeket, emiatt alváznév és gyártási év alapján szokás hivatkozni ezekre az autóbuszokra. Hasonló a helyzet egyébként a Ganz és a MÁVAG által gyártott villamosokkal is, amelyek típusneveit (pl. N típus) az üzemeltető BSZKRT aggatta rá.
Az első Uhri Testvérek által gyártott fém karosszériás autóbusz végül a MÁVAG N26/36-os típus, vagy közismertebb nevén koporsó lett, amelynek a következő években több módosítása, fejlesztése született. 1939-ben kezdték el gyártani az első MÁVAG N26/39-eseket, amelyet a köznyelv harcsának nevezett el. Ennek a típusnak készült hegyi, azaz budai viszonyokra tervezett, rövidebb változata is MÁVAG N2h/39 típusjelzéssel. Ezekből a modellekből összesen 184 darab készült.
A csaknem ezer embert foglalkoztató cég 1942-ben repülőgépgyártásba fogott Mátyásföldön, ahová fokozatosan az egész cég átköltözött. Az akkor alapított Margit utcai telephely egészen az ezredfordulóig a hazai járműgyártás egyik bástyája volt.
1948-ban, mint minden más vállalat, az Uhri Testvérek gyára is az államosítás áldozatává vált, amely nem sokkal később magával vonta az Uhri-család távozását is az országból.

### Az Ikarus mint állami vállalat

#### Az Ikarus modellek közvetlen elődei
1948-ban a BSZKRT felkérte az ekkor még mindig Uhri Testvérek néven működő céget egy új autóbusztípus kifejlesztésére, amellyel kiválthatóak a – még megmaradt – korábbi típusok. Ez a modell lett a gyár által elsőként elnevezett Tr 5-ös, MÁVAG LO 5000-es alvázra épített autóbusz, aminek még az évben el is kezdték a gyártását.
1949-ben az állampárt utasítására átszervezték a magyar ipart, ami az Uhri Testvérek vállalat számára is változásokat hozott, ekkor ugyanis összevonták két másik céggel:
- a Repülőgépgyár Rt.-vel,
- illetve az Ikarus Gép- és Fémáru Rt.-vel.

Így született meg az Ikarus Karosszéria- és Járműgyár 1949. február 8-án.
Az átszervezés és a gyár új neve ellenére a vállalat által gyártott modellek nem kapták meg az Ikarus szót a nevükben, egészen 1951-ig. Azonban a szárnyas logó már a Tr 5-ös homlokfalán is megtalálható volt.
A háború egyik következményeként Magyarországon nem lehetett kielégítő mennyiségű alvázat gyártani, mert az ipar egyszerűen nem tudott megfelelni az igényeknek. Ezt elsősorban az okozta, hogy Budapest ostroma alatt rengeteg autóbusz és teherautó semmisült meg, amelyeket pótolni kellett. Az Ikarus mérnökei tehát rá voltak kényszerítve arra, hogy megtalálják az alvázas konstrukció megoldását. Ennek lett az eredménye a Tr 3,5-ös kisautóbusz-típus, amely 1948-ban, a világon elsőként önhordó karosszériával készült. Néhány forrás tévesen a Setra S8-ashoz tulajdonítja ezt az eredményt, azonban a német típus csak 1950-ben jelent meg.

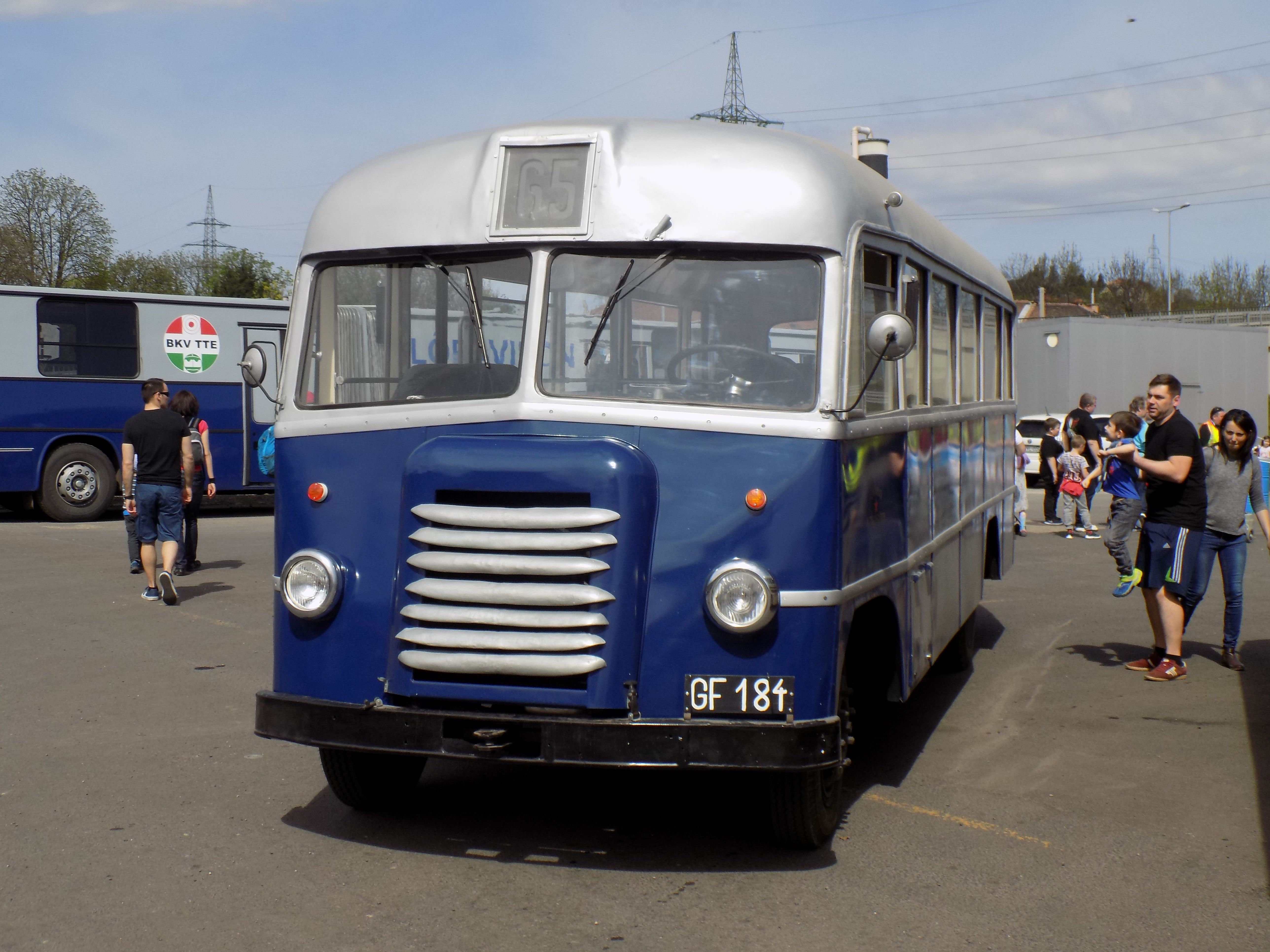
Egy felújított Tr 3,5 2018-ban

Ez az ún. kisautóbusz mindössze 3,5 tonnát nyomot (innen a név), és valamivel kevesebb mint 8 méter hosszú volt. Az orrban elhelyezett erőforrást a Rába adta, azonban csak háború előtt kifejlesztett, akkor már tíz év körüli konstrukcióval tudtak szolgálni.
Ebben a rövid, mindössze három évig tartó periódusban az Ikarus vezetése máris nagy terveket szőtt, amelyek egyike volt az exportálás megindítása. Ennek érdekében fejlesztették ki az A 19-es típust, amely 10,5 méteres hosszával, ülőhelyenként elhelyezett ablakaival és túldíszítettségével a dél-amerikai piacokra lett tervezve. Minden erőfeszítés ellenére azonban csak két prototípus épült a típusból, az üzlet pedig meghiúsult.
Azonban volt még egy exportprogram a gyárban, amelyet az M 5-ös típus fémjelzett. A modellt a Tr 5-össel megegyező alvázra építették, azonban a homlokfalát és a belterét módosították, az ajtókat lengő ajtókra cserélték. Ez a program lényegesen sikeresebbnek bizonyult: 90 darabot adtak el Lengyelországba, 45-öt Romániába és 35-öt a MÁVAUT részére.

#### Az 1951 és 1967 közötti típusok

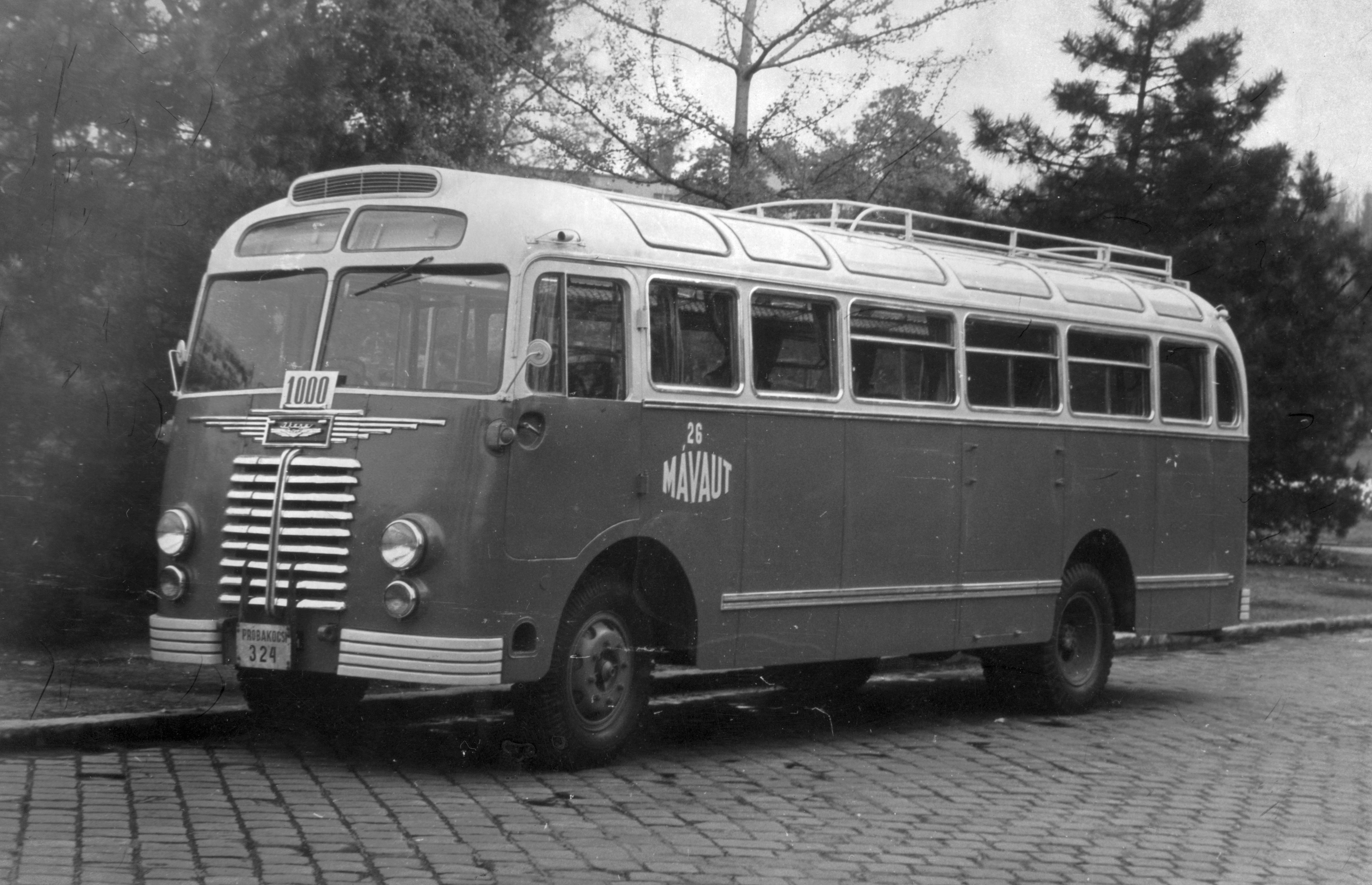
Az 1000. elkészült Ikarus 30-as

1951-ben egy hosszan tartó vita ért véget, amelyben szakmai és politikai erők csaptak össze a tekintetben, hogy önhordó karosszériás vagy alvázas buszok fejlesztésével kéne-e a gyárnak foglalkoznia a jövőben.
A vita eredményeképpen a Tr 3,5-ös modell utódja az immár a gyár nevét hivatalosan is viselő Ikarus 30-as lett, amelyet önhordó karosszériával építettek. A modellt univerzális autóbusznak tervezték, azaz egyszerre volt hivatott ellátni városi, elővárosi és távolsági szolgálatot is. Több okból kifolyólag a városi kivitel nagyon gyorsan megbukott a gyakorlatban.
Ellenben a modell nagyon sikeresnek bizonyult távolsági rendeltetésű vonalakon, amelyet az is bizonyít, hogy az első – ám nem utolsó – Ikarus modell lett, amelyet jelentős példányszámban exportáltak. A legkiemelkedőbbek NDK és Kína egyenként több mint 600 darabos, illetve Csehszlovákia valamivel több mint 500 egységnyi rendelése számított.

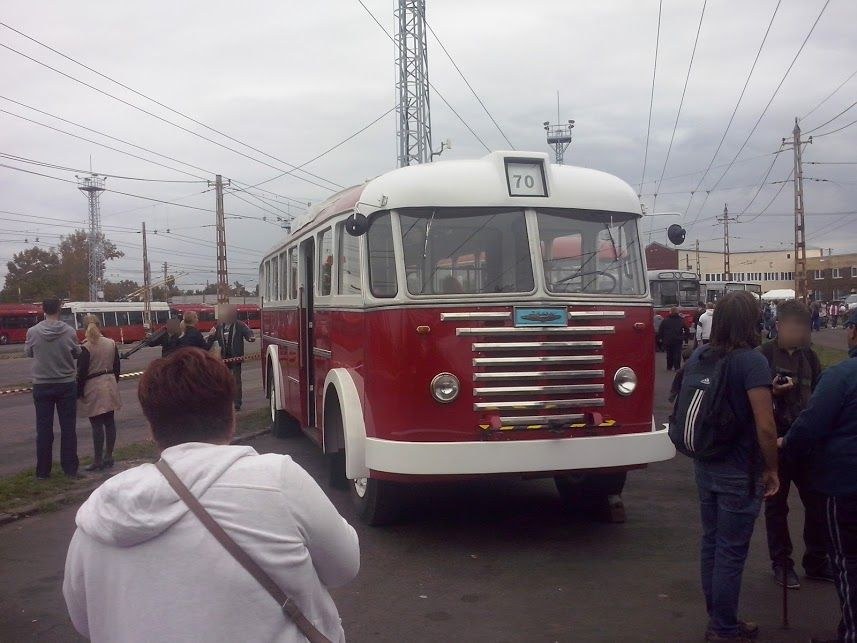
Egy felújított Ikarus 60T Budapesten

Szintén 1951-ben készült el a 30-as típus „nagyobb testvére”, az alvázas Ikarus 60-as, amely a Tr 5-ös modell utódjaként lett kifejlesztve. A Járműfejlesztési Intézet (JÁFI) által tervezett alvázakat gyártókapacitás hiányában az Ikarusnak kellett elkészítenie. A típus rendkívül sokoldalúnak bizonyult, amelyet mi sem bizonyít jobban, hogy egy sor különböző altípusa jelent meg a következő években, amelyek egyes példányai még a hetvenes években is futottak. Ezen altípusok közül a legfontosabbak a troliváltozat, az Ikarus 60T, amelyet 1952 és 1956 között gyártottak, illetve az ITC 600, valamint IC 660 modellek. Ez utóbbiak voltak Magyarország első csuklós autóbuszai és világviszonylatban is az első olyanok, amelyeket nagy darabszámban gyártottak. Azonban ezeket a csuklós buszokat, vagy ahogyan akkor gyakorta nevezték őket: „ízelt buszokat”, nem az Ikarus készítette, hanem a FAÜ, házilag a már leselejtezett járművekből. Innen ered az altípus ismertebb elnevezése is, a FAÜ-csuklós.

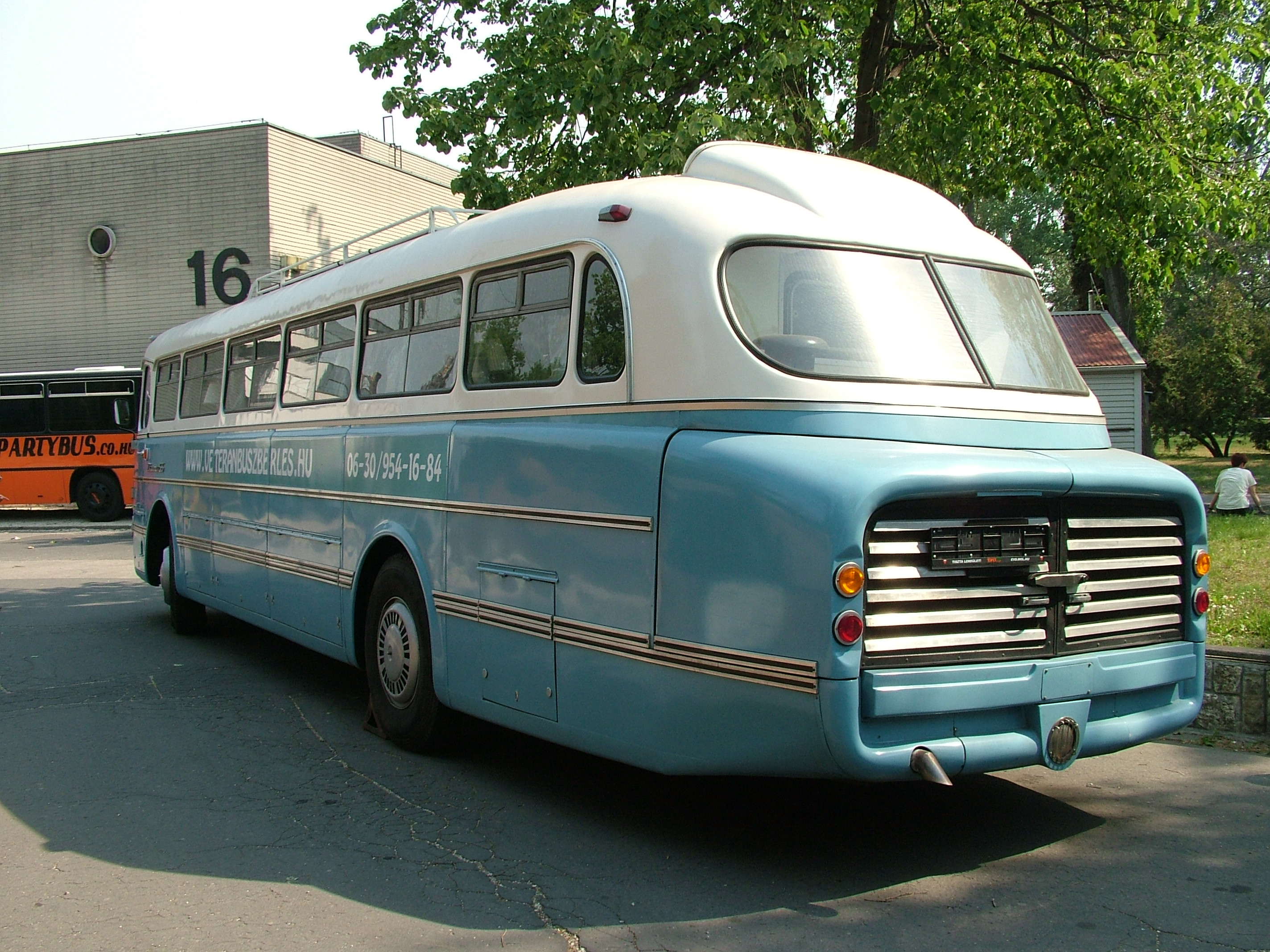
Az Ikarus 55-ös modell ikonikus hátulja

Az Ikarus gyár hosszú fennállása alatt sok sikert elkönyvelhetett magának, és vitathatatlanul ezek közé tartozik a formabontó, azóta is egyedinek számító formatervvel épített Ikarus 55-ös, illetve annak testvérmodellje, a városi kivitelű Ikarus 66-os. A két típusból összesen 16.726 darabot adtak el három kontinensen 1952 és 1973 között. Különleges formatervüknek köszönhetően máig az egyik legikonikusabb Ikarus modellként tartják számon, amelyet a köznyelv csak Faros néven emleget.
Az ötvenes évek második felében az vállalat kifejlesztette a 30-as és 60-as modellek utódjait, ezek lettek az Ikarus 31, majd annak utódja, az Ikarus 311, illetve az Ikarus 620-as modellek. Előbbi kettő komolyabb exportsikereket ért el az NDK-ban, míg utóbbi igen sikeresnek számított a Szovjetunióban.
1963-ban az állam úgy döntött, hogy az Általános Mechanikai Gépgyárat (ÁMG) beolvasztja az Ikarusba. Az ÁMG gyár Székesfehérvárott működött, így az Ikarus új, második gyáregysége is ott lett létrehozva.

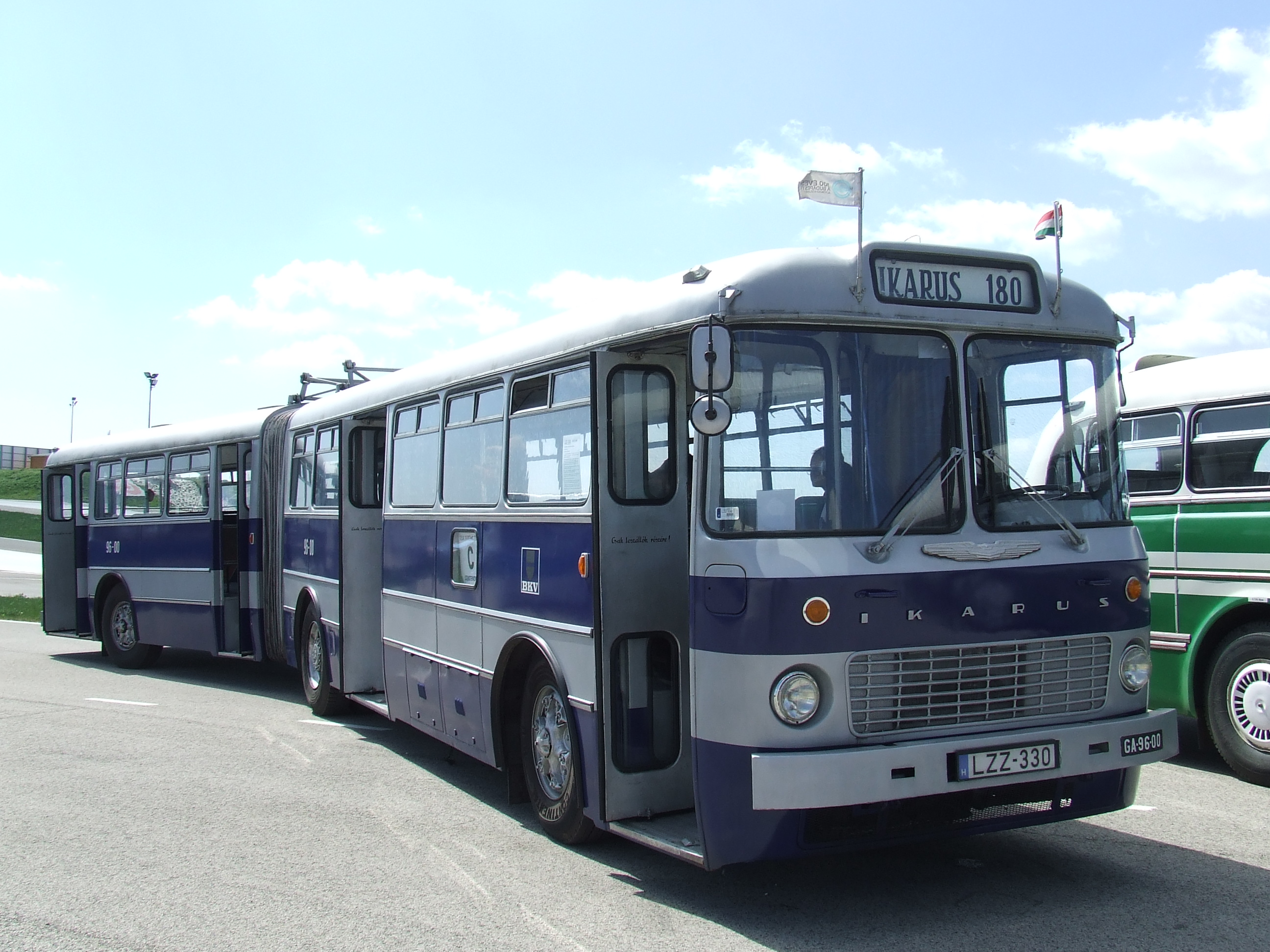
Az egyetlen magyarországi helyreállított Ikarus 180-as.

A hatvanas évek eleje a meglévő paletta teljes átalakításáról szólt, aminek az eredménye az Ikarus 180, 556, 557 autóbuszok lettek. Az Ikarus úgy tervezte, hogy ezekkel az összes korábban gyártott típust kiváltja majd a forgalomból. Ezek közül külön kiemelendő a 180-as modell, mivel az volt az Ikarus első, saját maga által gyártott csuklós típusa. Azonban megkerülhetetlen információ, hogy a típus kifejlesztéséhez a gyár beszerzett egy Henschel HS 160 USL típusú autóbuszt, amelyet a gyárban többször darabjaira szedtek és újra összeraktak, hogy alaposan át tudják tanulmányozni annak működését. A Henschelre azért esett a választás, mert a korban az a típus számított „a csuklós busznak”, az Ikarus pedig gyakorlatilag lemásolta azt. Olyannyira, hogy még HS 160 egyedi ajtókialakítását is átvették.
A hatvanas évek második felében aztán újabb irányt vett a fejlesztési politika, amelynek áldozatául estek a 180-as típus és annak testvérmodelljei is. Az Ikarus, erőforrásai jelentős részét egy új, sokoldalú, egységes sorozat kifejlesztésébe fektette, amely később 200-as típuscsalád néven vált híressé.

#### A 200-as család
A típuscsalád első prototípusát, egy Ikarus 250-est az 1967-es BNV-n mutatták be. A sorozat mögötti ötlet az volt, hogy egy olyan sokoldalú járműcsaládra volt szükség, amely tagjai könnyen módosíthatóak, sokoldalúak és komolyabb átalakítás nélkül képesek ellátni városi (helyi), elővárosi és/vagy távolsági feladatköröket is. Lényegében a moduláris tervezés első példányai voltak ezek a járművek, ezzel a maga korában a világ legkorszerűbb autóbusz-típuának számított. Finta László formatervező vetette fel az ötletet, hogy a korban elterjedt gömbölyített karosszéria helyett törekedjenek egy szögletesebb konstrukcióra, mert az sokkal több helyet, jobb kilátást és közérzetet teremthet az utasok részére.
A sorozatgyártás beindulása előtt több prototípus és bemutatókocsi is épült, amelyek több nemzetközi megmérettetésen részt vettek. Ezek közül kiemelendő az 1969-es nizzai Nemzetközi Autóbusz Hét, ahol a 17 fős mezőny második helyét szerezte meg a típus. Ennél is rangosabb díjat kapott 1971-ben Monacóban egy Ikarus 250 SL, azaz tárgyalóbusz kivitelű jármű, amely elnyerte Rainier herceg fődíját.

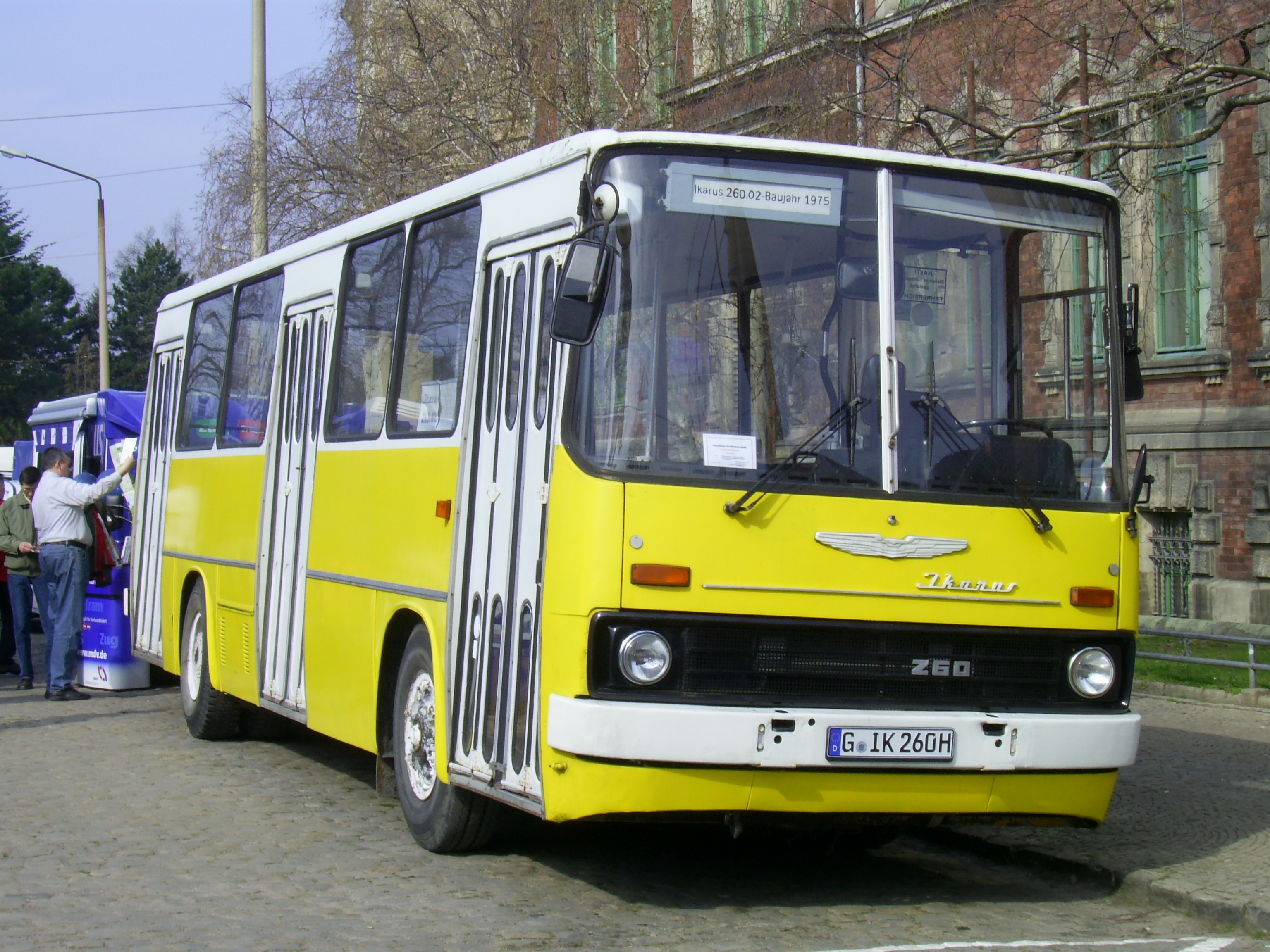
Egy németországi nosztalgia Ikarus 260-as

1968-tól kezdődően a vállalat számos kísérleti járművet (pl. Ikarus 220, 242) épített a típuscsalád keretein belül, amelyekből ugyan nem született sorozatgyártás, de a futáspróbákon szerzett tapasztalatok segítették a mérnököket az ideális típusok létrehozásában.
Végül 1971-ben kezdődhetett meg a városi/elővárosi rendeltetésű Ikarus 260 és Ikarus 280-as modellek gyártása, amelyek később a vállalat bestsellerjeivé, illetve idővel saját hanyatlásának egyik faktorává váltak. A csuklós 280-as típus annyira népszerű és sikeres modellé vált, hogy egy módosított változata, az Ikarus 286 még Észak-Amerikában is megvetette a lábát.
Az Ikarus termelésének csúcspontját 1984-ben érte el, amikor egy év alatt több mint 13 000 járművet gyártott le, amellyel akkor a világ negyedik legnagyobb buszgyárának számított. Ezen a csuklós típushoz tartozik egy világrekord is: A hetvenes évek végén és a nyolcvanas évek elején a világ autóbusz-termelésének a 2/3-át az Ikarus 280-as típus tette ki. Ám a szóló változat, az Ikarus 260-as is a világ legnagyobb példányszámban eladott autóbuszai között szerepel, 75 547 legyártott egységgel.

#### A 300-as család

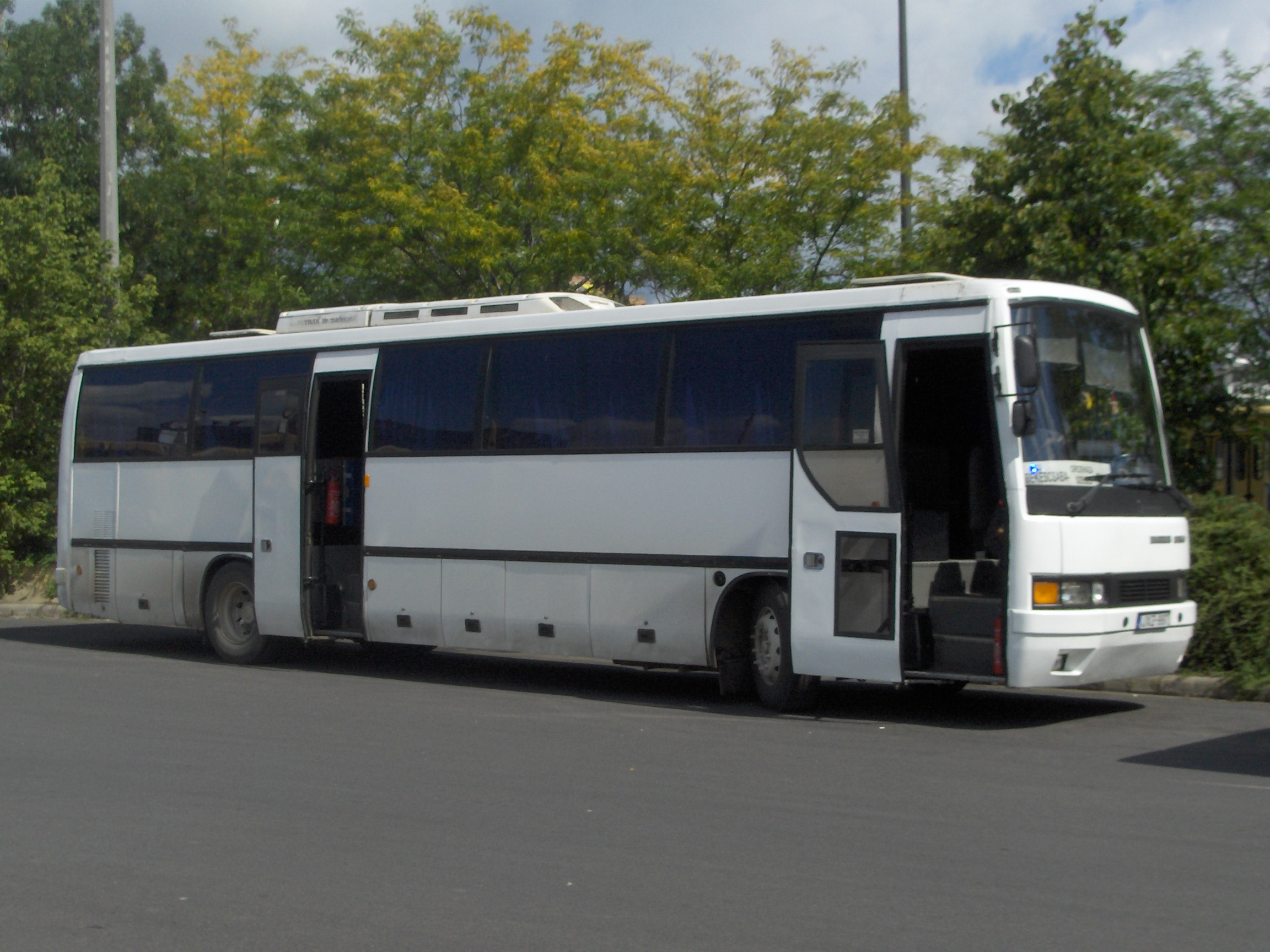
A 300-as típuscsalád egyik tagja, egy Ikarus 350-es

A 200-as típuscsalád sikerein felbuzdulva az Ikarus további fejlesztésekbe fogott bele, azonban változtattak a típuspolitikán. Ahelyett, hogy az egy egységes, univerzális típuscsaládra törekedtek volna, inkább elkezdtek kifejleszteni egy távolsági (300-as sorozat) és egy városi (400-as sorozat) típuscsaládot.
A típuscsalád első prototípusa, az Ikarus 386 K1 (380 NE) 1981-ben készült el, és több olyan egyesített újítással lett felszerelve, amelyeket a vállalat a korábbi biztonsági elemekkel felszerelt Ikarus 270-es Safety Bus és a magasított utasterű 254-es típusokból szerzett. Ezeket a típusokat az Ikarus anyavállalat 1989-ig gyártotta, amikor is a további fejlesztésüket átadta az újonnan létrehozott Ikarus EAG leányvállalatnak.
Finta László esztétikai érzékét dicséri az Ikarus 300-as sorozat korát megelőző és méltán időtálló formaterve.

#### A 400-as család

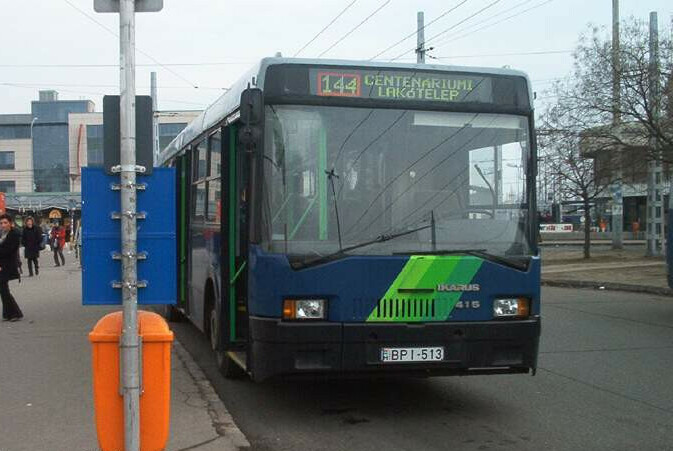
Egy első sorozatú Ikarus 415-ös

A 400-as, azaz városi/elővárosi rendeltetésű sorozat fejlesztését már a 300-asok előtt, 1979-ben elkezdték. Az első prototípus az Ikarus 413.K1-es volt, amelyet még csaknem egy tucat társa követett. A kísérleti típusok több éven keresztül, rengeteg teszten mentek keresztül, mire a fejlesztés a végső fázisba érhetett.
A sorozatgyártás megkezdésére végül 1984-ben került sor, az Ikarus 415-ösök első generációjával, amelyből a BKV rendelt egy kisebb sorozatot. Ez a jármű Budapest útjain 2022 június 15-éig volt forgalomban, azóta már csak nosztalgianapokon láthatjuk. Annak ellenére, hogy egy jól megtervezett típuscsaládot hoztak létre az Ikarus mérnökei, a várt megrendelések elmaradtak, ami főként annak köszönhető, hogy a keleti blokk országai ekkortájt már elkezdték érezni saját gazdasági válságuk előszeleit. Így sem a hagyományos belföldi, sem a külföldi megrendelőpartnerek nem akartak hallani drágább modellekről. Ehelyett szinte az összes piac az ekkor már 15 éves 200-as típuscsalád gyártásának folytatását követelte. Az Ikarusnak végül egészen 1992-ig kellett várnia arra, hogy megrendelés érkezzen a 415-ös típusra, amikor is a BKV vásárolt meg 140 példányt. Ekkora már a típus csuklós változata, az Ikarus 435-ös is bőven ki volt fejlesztve, azonban arra sem érkezett megrendelés, csak 1994-ben, szintén a BKV részéről.

#### Az 500-as család

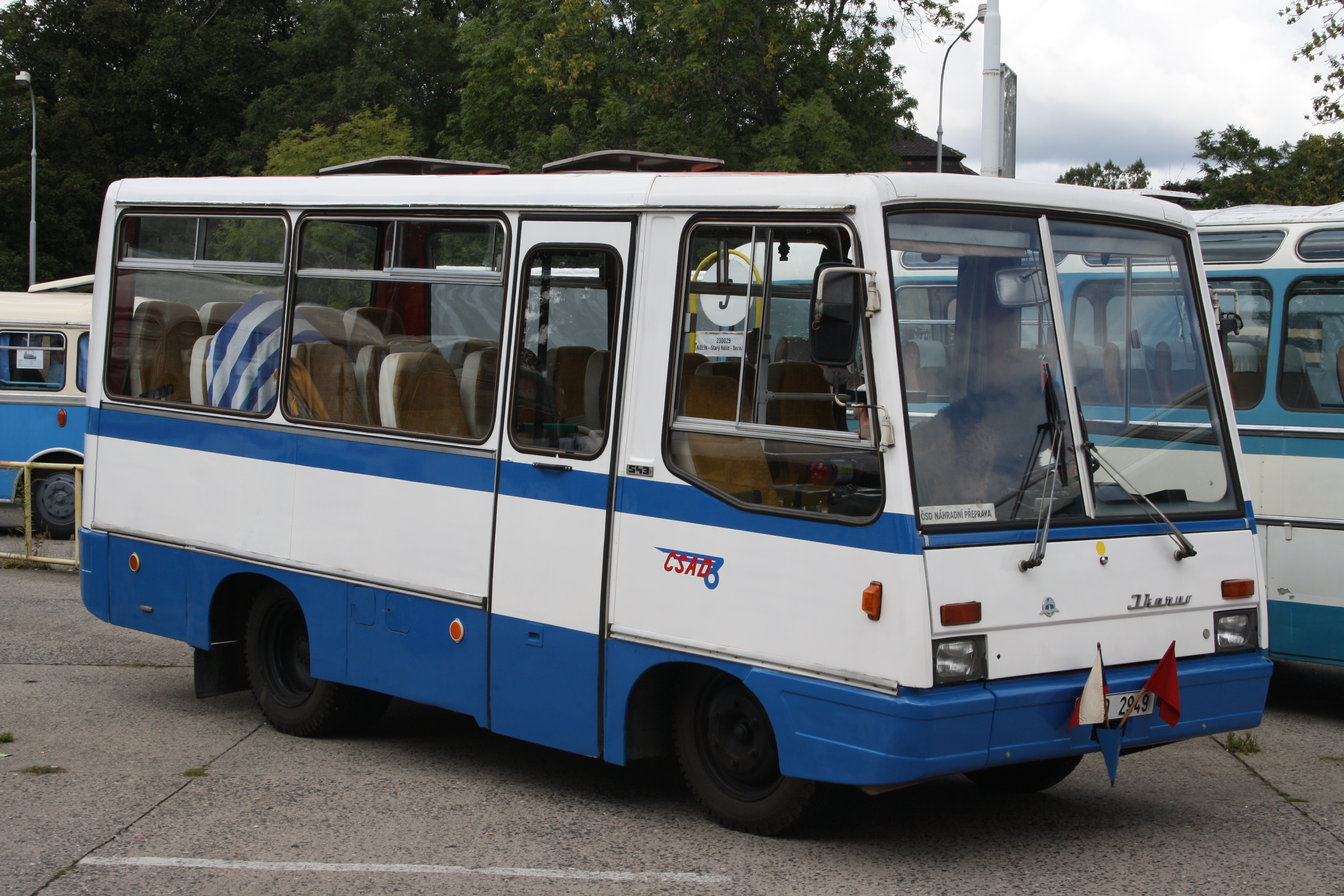
Egy csehországi Ikarus 543-as

1979 és 1999 között az Ikarus, alapvetően a fejlődő országok részére, azok igényeinek megfelelően gyártott több különböző kisautóbusz-modellt. A másik három típuscsaláddal szemben ez a sorozat nem követett konkrét formaterveket, egyetlen általános közös vonásuk, hogy különböző vállalatok alvázaira épültek. Ilyen vállalatok voltak a teljesség igénye nélkül a Volkswagen, az Avia, a MAN, a Renault vagy épp az Isuzu. Mind közül a legnagyobb példányszámban gyártott típus az Ikarus 543-as volt, melyből több mint 2100 darab készült.

### A privatizálás korszaka – az Ikarus hanyatlása és bukása (1989–2003)
A rendszerváltással és a Szovjetunió megroppanásával párhuzamosan az Ikarus is válságos helyzetbe került. Legfőbb felvevőpiaca, a KGST országai elkezdtek elzárkózni a Magyarországról való járműbeszerzésektől, ráadásul a gazdasági helyzetük sem oldódott meg azonnal pusztán a politikai változások nyomán, így akik akartak volna sem feltétlenül tudtak vásárolni a magyar vállalattól. Azon ügyfelek pedig, akik mindezek ellenére mégis vásároltak, csak a legritkább esetben érdeklődtek az ekkor már újnak jóindulattal sem nevezhető, de mégis modernebb és drágább 300-as, illetve 400-as típusok iránt. Továbbra is az ekkor még javában gyártásban lévő 200-as típuscsalád maradt az érdeklődések középpontjában, amely ekkor már több mint 20 éves volt. Tetézte a problémákat, hogy 1990-ben Oroszország csődközeli helyzetbe került és a magyar kormány elkaszálta több mint 1000 darab, orosz rendelésre már legyártott autóbusz kivitelét az országból. Szintén ebben az évben a németek is visszamondtak egy komolyabb megrendelést.
Ezek az események és körülmények egy láncreakciót indítottak el, amely pusztító hatással bírt a magyar ipar nagy részére. Ennek részeként az Ikarus számos klasszikus beszállítójával (például: Ikarus Móri Alkatrészgyár /IMAG/, mint az ülésgyártó, az Ikarus Szegedi Üzemegység /ajtó- és pneumatikai szerelvények gyártója/, vagy éppen az Ikarus Fémtechnikai Üzem Szeghalmon /előgyártmány-készítés/) bontott szerződést és inkább házon belül saját maga kezdte el legyártani a járművekhez összeszereléséhez szükséges alkatrészeket. Ez az üzletpolitikailag logikus húzás több tucat vállalkozás és gyár, többek között a hasonlóképpen nagy múltú Csepel Autógyár sorsának megpecsételődését jelentette.

#### Nagy fejlesztések
Mindezek ellenére az Ikarusnak sikerült a víz felett maradnia, amely részben olyan eseményeknek köszönhető, mint a brit piacra való betörés a 400-as család egyes tagjaival, amelyeket 1990-től egészen 2002-ig exportáltak a szigetországba. Ezek a járművek külön a brit igények szerint lettek kifejlesztve, és szinte kizárólag az ő részükre lettek szállítva. Az utolsó ilyen fejlesztésű modell 2000-ben készült el Ikarus 489 Polaris típusjellel. Ez a jármű időtálló formatervvel és a kornak minden téren megfelelő technológiával készült.
Emellett az Ikarus nem hagyott fel az autóbusz-fejlesztéssel, és 1993-ban előrukkolt az első, teljesen alacsony padlós modelljével, az Ikarus 411-essel. Ezzel a járművel a gyár ismételten bizonyította, hogy továbbra is a világ élvonalába tartozik, hiszen az első ilyen jellegű busz, a Van Hool A300 mindössze két évvel korábban, 1991-ben készült el. Azonban a 411-esből csak egy kis sorozat készült, ami részben a gyermekbetegségeknek, részben a 11 méteres kialakításnak volt köszönhető. A helyzetre a gyár viszonylag gyorsan reagált és csakhamar kifejlesztette az Ikarus 412-es típust, amelyből már nagyobb mennyiségű sorozat is készült. Egy jelentős méretű flottát a BKV még ma is üzemeltet belőle. A 411-412-es párosnál is nagyobb nemzetközi visszhangja volt az Ikarus 417-es típusnak, amely a világ első, teljes hosszában alacsony padlós csuklós busza volt. Ez a tulajdonság olyan népszerűvé tette, hogy már rögtön a bemutatásakor megrendelés érkezett egy 17 darabos flottára a németországi Wuppertal városából. Azonban a modell sikere nem tartott sokáig, mivel azt meghibásodások, gyakori műszaki problémák árnyékolták be. Emiatt nagyobb megrendelés sosem érkezett a 417-esből és 7 év gyártási idő alatt mindössze 32 darabot adtak el belőle.

#### Classic-sorozat

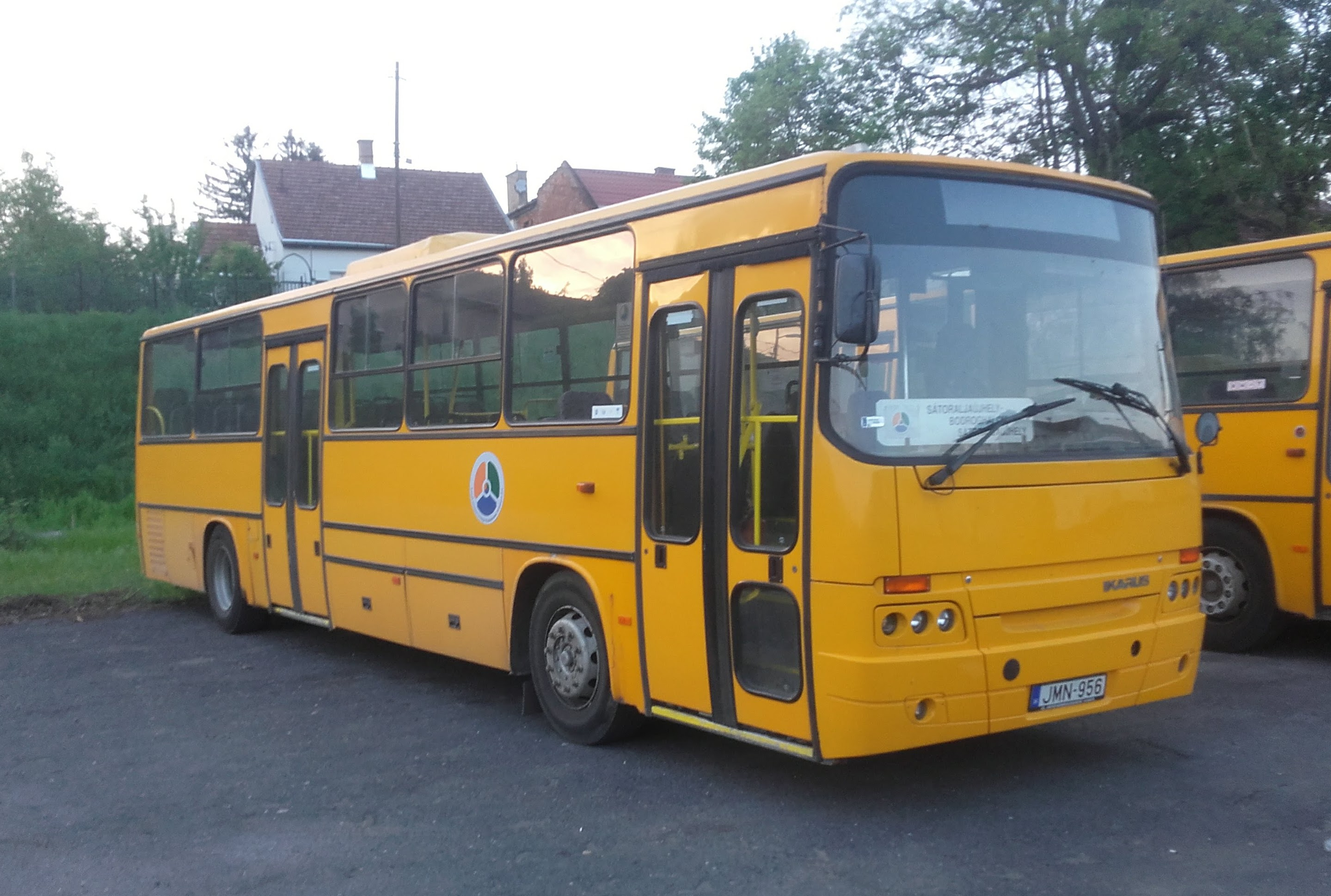
Egy Classic-sorozatú Ikarus C56-os

1998-ban a nehéz gazdasági helyzet és a 200-as családra való továbbra is kitartó igényre tekintettel a gyár felfrissítette a típuscsaládot és Classic néven kezdte árusítani, azonban ez párhuzamosan folyt a 200-asok értékesítésével. A sorozat új, modernebb, műanyag modulos homlok- és hátfalat, erősebb Rába D10-es vagy Detroit Diesel S50-es erőforrást és a kornak megfelelőbb belteret kapott. A sorozat végül is jó üzleti húzásnak bizonyult, mivel a keleti országokban és idehaza is több százat rendeltek a különböző típusokból, illetve a módosítások miatt az Ikarus is valamivel nagyobb összegért tudta őket árulni.

#### Új tulajdonos
1999-ben a francia Irisbus megvásárolta az akkor már amúgy is gyengélkedő Ikarust, ami ekkor erőteljes zuhanópályára került. Az Irisbus nem rendelkezett hosszútávú céllal a márkát illetően, az egyetlen célja az Ikarus piacainak megszerzése volt, azonban az már a meglévő piacait sem tudta megtartani. Ennek következményeképpen 2000-ben bezárt a mátyásföldi üzemegység, majd 2003-ban az Irisbus felszámolta a teljes, akkor már csak Székesfehérvárott működő céget. Az utolsó három – Ikarus 280-as típusú – jármű 2003 októberében hagyta el a gyár kapuit.

### 2004-től

#### Jogviták
2006-ban megalakult a vállalkozói tulajdonban lévő Magyar Busz Kft. és megvásárolta a székesfehérvári telephelyet és a gyártási jogokat az Irisbustól. 2010 és 2015 között a szigetszentmiklósi ARC (Auto Rad Control) Kft-vel együttműködve Széles Gábor újraélesztette az Ikarus buszgyártást és az új buszokhoz megszerezte az Ikarus elnevezést is, mint védjegy. Az IKARUS Járműtechnika Kft., illetve a Széles Gábor tulajdonában álló IKARUS cégcsoport egyéb vállalatai (IKARUS GLOBÁL Zrt., IKARUS ELECTRIC MOTORCARS Zrt.) a Műszertechnika-Holding Zrt. részlege. Szintén 2006-ban alakult az Ikarus Egyedi Kft., amely társaság 2016. június 30-án szintén bejegyezte a márkanevet, így nem sokkal később egy védjegybitorlás megállapítása és jogkövetkezményei iránti peres eljárás indult.
Az Ikarus névre 2017-2018-ban több védjegybejelentési kérelem is beadásra került. 2017. szeptember 11-én és 28-án a rábacsécsényi CSM Holding Kft. (szárazföldi, légi vagy vízi közlekedési eszközök; autóbusz; trolibusz, majd katonai szállítójárművek; karosszéria gyártás), 27-én Bradács Géza Attila, Kehidakustányból (utazásszervezés; kirándulás- és túraszervezés), november 13-án pedig a Műszertechnika Holding Zrt. (közlekedési és szállítóeszközök, ezen belül motoros járművek, automobilok, dömperek, teherautók, traktorok, karosszériák és mindezek alkatrészei, valamint tartozékai), amit 2018. december 6-án lajstromoztak. Még 2018-ban Széles Gábor cége védjegybitorlási pert indított az Ikarus Autóbusz Gyártó Egyedi Kft. ellen, mivel az nem jogutóda a buszgyárnak, és a név birtoklásáról jogvita alakult ki közöttük.
2018 nyarán Evopro Holdingot is birtokló főtulajdonos az Ikarus Egyedi Kft. (korábban MABI-Bus) csődeljárást kezdeményezett maga ellen, akitől a kisebbségi tulajdonosok (Lanta Kft. és az Albatric Kft., mint az Ikarus Egyedi Kft.) is elhatárolódtak, októberben pedig megindult a cégcsoport felszámolása, megrendeléseit nem teljesjtette, a korábbi prototipusokkal (hibrid, elektromos, gáz és troli hajtású kompozit C típusjelű Modulók) is probléma volt.

#### Újabb újjászervezés (2018-tól)

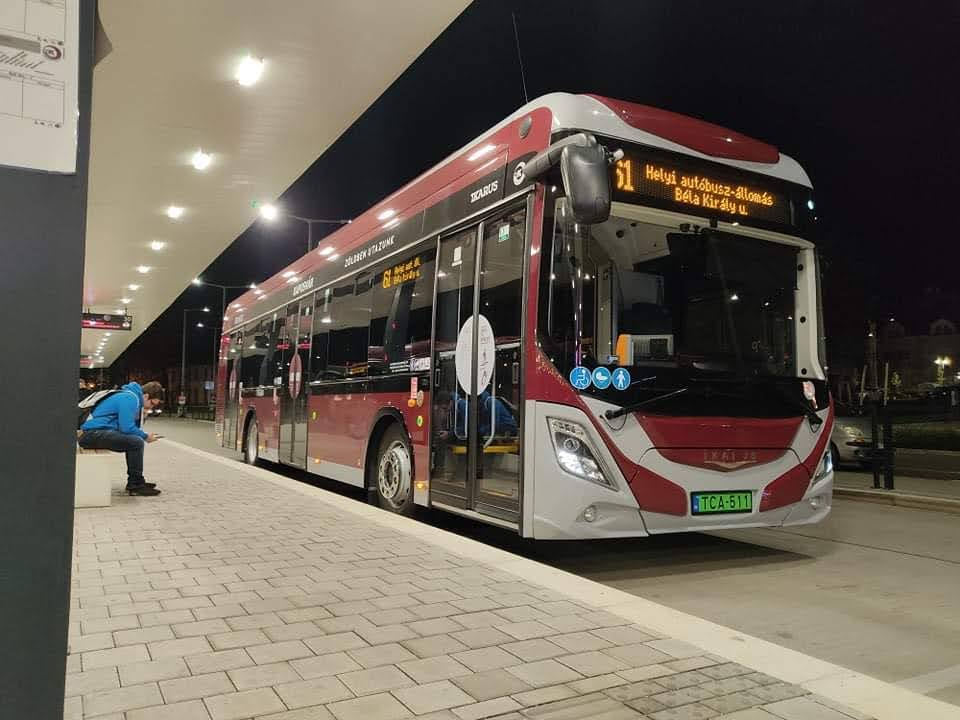
A 2022-ben forgalomba állt Ikarus 120e a kaposvári autóbuszállomáson

A céget 2018-ban szervezték újra, 2021 előtt 170 dízelbuszt is gyártott a vállalat.
A Greentech 2021 fenntarthatósági szakkiállításon mutatták be az Ikarus 120e-t, az első Magyarországon tervezett és gyártott, európai típusengedéllyel rendelkező, tisztán elektromos buszt. A modell két fontos eleme Kínából származik: az akkumulátor (amit a CATL gyárt) és a hajtásrendszer (a CRRC nagyvállalat munkája). Azonban a busz teljes mértékben magyar tervezés: a külső és a belső dizájn is hazai szakemberek érdeme, a karosszéria összeszerelése, a hajtásrendszer beszerelése is Székesfehérváron zajlik, valamint a gépészet és az elektronika is magyar. Szóló és egy csuklós verzióban is elkészült. A székesfehérvári gyárban számos régi szakember dolgozik, olyanok, akik még a régi Ikarusban is dolgoztak. A mérnökök egy olyan energiatárolóval egybeépített töltőrendszert is kifejlesztettek, amely akár napelemről, akár szélerőműről tölthető, de az elektromos hálózatról is, így biztosítva azt, hogy a viszonylag kisebb teljesítményű hálózat mellett is nagy teljesítménnyel tudják tölteni a járműveket. A buszok a hazai piac mellett külföldön is forgalomba kerültek.

## Leányvállalatok

### Ikarus EAG (1967/89–2007)
1967-ben, a növekvő kis darabszámú és/vagy különleges kialakítású autóbusz-rendelések kielégítése végett a gyár létrehozta az Ikarus Egyedi Gyáregységet, amely ekkor még egy, az Ikaruson belüli üzemegység volt. Számos skandináviai országoknak exportált jármű itt készült. Ezen felül ide köthetők olyan különlegességek is, mint a PALT-rendszerű autóbuszok.

## VöV és STLF-szabványos típusok
Ez a gyáregység készítette a hetvenes évek folyamán a nyugat-német megrendelésű, ún. VöV-szabványos Ikarusokat is, amelyek aztán Kuvaitba is eljutottak.
A 190-es típus sikereinek híre Svédországba is eljutott, és fel is kérték az Ikarust, hogy gyártson a modell alapjain, de az ő igényeiket összefoglaló STLF-szabvány – (Svenskkollektivtrafik, magyarul: Svéd Közlekedési Szövetség) – szerint autóbuszokat. A feltételek között szerepelt sok egyéb mellett, hogy a járműveknek Scania vagy Volvo alvázon kell érkezniük, így az Ikarus mind két céggel kooperált, mikor kifejlesztette az Ikarus 194-es típust, és annak csuklós változatát, az Ikarus 196-ost.

#### E-sorozat
1989-ben végül a gyáregységet kiszervezték leányvállalattá, ekkor alapult meg az Ikarus Egyedi Gyáregység (vagy röviden Ikarus EAG, néha Egyedi), amely megkapta a 300-as típuscsalád továbbfejlesztésének feladatát. Ezekből alakult ki az E-sorozat, melynek legsikeresebb tagja az Ikarus E95-ös volt. Azonban a sorozat több tagját is sikerült számos nyugat-európai és skandináv országba exportálni, miközben Magyarországon is magas eladási számmal bírtak.
Annak ellenére, hogy az EAG sikereket produkált, 2007 decemberében az Irisbus a bezárása mellett döntött, ezzel végleg felszámolva az egykori gyáróriás Ikarus Karosszéria- és Járműgyárat.

### American-Ikarus (1980/89–1993)
Az 1980-as évek folyamán az Ikarus sikerrel exportálta az észak-amerikai kontinensre az Ikarus 286-osokat, azonban hogy biztosítani tudja az ellátást, előbb az Egyedi Gyáregység mintájára üzemet hozott létre Amerikában, majd 1989-ben megalapította az American-Ikarus névre hallgató leányvállalatát. Azonban, részben az anyavállalat rossz anyagi helyzete miatt, 1993-ban a leányvállalat elszakadt az Ikarustól és megalapította a North American Bus Industries vagy NABI névre hallgató gyárat. Ez a vállalat később az USA egyik legfontosabb autóbuszgyártójává vált.
A NABI az Ikarus által gyártott Ikarus 416-os és 436-os modellek továbbfejlesztett változatait kínálta egészen 2013-ig, amikor a New Flyer Industries felvásárolta a vállalatot, majd 2015-ben bezárta azt.

## Az Ikarus gyár által gyártott autóbuszok
| Jármű        | Gyártásban | Darabszám |
| ------------ | ---------- | --------- |
| Ikarus 30    | 1950–1957  | 3175 db   |
| Ikarus 60    | 1952–1959  | 1 744 db  |
| Ikarus 66    | 1952–1973  | 9260 db   |
| Ikarus 55    | 1954–1973  | 7466 db   |
| Ikarus 31    | 1956–1965  | 3429 db   |
| Ikarus 630   | 1959–1971  | 5 610 db  |
| Ikarus 556   | 1965–1973  | 5651 db   |
| Ikarus 180   | 1966–1973  | 7802 db   |
| Ikarus 260   | 1971–2002  | 72 547 db |
| Ikarus 266   | 1972–1990  | 6 681 db  |
| Ikarus 211   | 1973–1990  | 5 650 db  |
| Ikarus 190   | 1973–1977  | 256 db    |
| Ikarus 280   | 1973–2003  | 60 993 db |
| Ikarus 256   | 1974–2002  | 23 290 db |
| Ikarus 282   | 1976–1978  | 11 db     |
| Ikarus 435   | 1985–2002  | 757 db    |
| Ikarus 415   | 1987–2002  | 1 042 db  |
| Ikarus 263   | 1988–2001  | 1 626 db  |
| Ikarus 283   | 1988–1997  | 1 003 db  |
| Ikarus E91   | 1990       | 191 db    |
| Ikarus 480   | 1990–1997  | 143 db    |
| Ikarus E95   | 1992-2005  | 645 db    |
| Ikarus E94   | 1993–2006  | 8 db      |
| Ikarus 411   | 1993       | 6 db      |
| Ikarus 405   | 1995       | 117 db    |
| Ikarus 412   | 1995–2001  | 120 db    |
| Ikarus 417   | 1995–2002  | 32 db     |
| Ikarus C56   | 1998–2002  | 399 db    |
| Ikarus C80   | 1998–2002  | 103 db    |
| Modulo M168d | 2010–2012  | 22 db     |
| Ikarus V127  | 2014–2015  | 18 db     |
| Ikarus 120E  | 2021–      | 20 db     |
| Ikarus 80E   | 2023–      | 1 db      |
| Ikarus 180E  | 2025-      | - db      |